# 김민지 (스피드스케이팅 선수)
김민지(2000년 4월 11일~)는 대한민국의 스피드스케이팅 선수이다. 4대륙 선수권 대회에서 단체 스프린트 은메달 3개를 획득했으며 아시안 게임에서 단체 스프린트 금메달 1개를 획득했다.